# Championnats du monde de gravel 2024
Navigation
2023 2025
Les Championnats du monde de gravel 2024 sont la 3e édition de ces championnats, organisés par l'Union cycliste internationale (UCI) et décernant les titres mondiaux en gravel. Ils ont lieu les 5 et 6 octobre 2024 dans la province du Brabant flamand en Belgique. Les courses commencent à Hal et se terminent à Louvain.

## Podiums
| Épreuves | Or                   | Argent             | Bronze          |
| -------- | -------------------- | ------------------ | --------------- |
| Hommes   | Mathieu van der Poel | Florian Vermeersch | Quinten Hermans |
| Femmes   | Marianne Vos         | Lotte Kopecky      | Lorena Wiebes   |

## Tableau des médailles
| Rang  | Nation   | Or | Argent | Bronze | Total |
| ----- | -------- | -- | ------ | ------ | ----- |
| 1     | Pays-Bas | 2  | 0      | 1      | 3     |
| 2     | Belgique | 0  | 2      | 1      | 3     |
| Total | Total    | 2  | 2      | 2      | 6     |

## Classements
| \| Classement général \| Classement général \| Classement général \| Classement général \| Classement général \| \| Coureur \| Coureur \| Pays \| Équipe \| Temps \| \| ------------------ \| ----------------------- \| ------------------ \| ------------------ \| ------------------ \| \| 1er \| Mathieu van der Poel[2] \| Pays-Bas \| Pays-Bas \| 4 h 41 min 23 s \| \| 2e \| Florian Vermeersch[2] \| Belgique \| Belgique \| + 1 min 03 s \| \| 3e \| Quinten Hermans[2] \| Belgique \| Belgique \| + 3 min 47 s \| \| 4e \| Jasper Stuyven[2] \| Belgique \| Belgique \| + 3 min 47 s \| \| 5e \| Gianni Vermeersch[2] \| Belgique \| Belgique \| + 3 min 48 s \| \| 6e \| Connor Swift[2] \| Royaume-Uni \| Grande-Bretagne \| + 3 min 48 s \| \| 7e \| Matej Mohorič[2] \| Slovénie \| Slovénie \| + 3 min 48 s \| \| 8e \| Tim Merlier[2] \| Belgique \| Belgique \| + 4 min 15 s \| \| 9e \| Timo Kielich[2] \| Belgique \| Belgique \| + 4 min 15 s \| \| 10e \| Toon Aerts[2] \| Belgique \| Belgique \| + 4 min 15 s \| |                      |             |                 |                 |
| |                      |             |                 |                 |
| |                      |             |                 |                 |
| Classement général |                      |             |                 |                 |
| Coureur | Coureur              | Pays        | Équipe          | Temps           |
| 1er | Mathieu van der Poel | Pays-Bas    | Pays-Bas        | 4 h 41 min 23 s |
| 2e | Florian Vermeersch   | Belgique    | Belgique        | + 1 min 03 s    |
| 3e | Quinten Hermans      | Belgique    | Belgique        | + 3 min 47 s    |
| 4e | Jasper Stuyven       | Belgique    | Belgique        | + 3 min 47 s    |
| 5e | Gianni Vermeersch    | Belgique    | Belgique        | + 3 min 48 s    |
| 6e | Connor Swift         | Royaume-Uni | Grande-Bretagne | + 3 min 48 s    |
| 7e | Matej Mohorič        | Slovénie    | Slovénie        | + 3 min 48 s    |
| 8e | Tim Merlier          | Belgique    | Belgique        | + 4 min 15 s    |
| 9e | Timo Kielich         | Belgique    | Belgique        | + 4 min 15 s    |
| 10e | Toon Aerts           | Belgique    | Belgique        | + 4 min 15 s    |

| Classement général | Classement général   | Classement général | Classement général | Classement général |
| Coureur            | Coureur              | Pays               | Équipe             | Temps              |
| ------------------ | -------------------- | ------------------ | ------------------ | ------------------ |
| 1er                | Mathieu van der Poel | Pays-Bas           | Pays-Bas           | 4 h 41 min 23 s    |
| 2e                 | Florian Vermeersch   | Belgique           | Belgique           | + 1 min 03 s       |
| 3e                 | Quinten Hermans      | Belgique           | Belgique           | + 3 min 47 s       |
| 4e                 | Jasper Stuyven       | Belgique           | Belgique           | + 3 min 47 s       |
| 5e                 | Gianni Vermeersch    | Belgique           | Belgique           | + 3 min 48 s       |
| 6e                 | Connor Swift         | Royaume-Uni        | Grande-Bretagne    | + 3 min 48 s       |
| 7e                 | Matej Mohorič        | Slovénie           | Slovénie           | + 3 min 48 s       |
| 8e                 | Tim Merlier          | Belgique           | Belgique           | + 4 min 15 s       |
| 9e                 | Timo Kielich         | Belgique           | Belgique           | + 4 min 15 s       |
| 10e                | Toon Aerts           | Belgique           | Belgique           | + 4 min 15 s       |

| \| Classement général \| Classement général \| Classement général \| Classement général \| Classement général \| \| Coureur \| Coureur \| Pays \| Équipe \| Temps \| \| ------------------ \| ------------------ \| ------------------ \| ------------------ \| ------------------ \| \| 1re \| Marianne Vos[3] \| Pays-Bas \| Pays-Bas \| 4 h 01 min 07 s \| \| 2e \| Lotte Kopecky[3] \| Belgique \| Belgique \| + 1 s \| \| 3e \| Lorena Wiebes[3] \| Pays-Bas \| Pays-Bas \| + 3 min 57 s \| \| 4e \| Puck Pieterse[3] \| Pays-Bas \| Pays-Bas \| + 4 min 09 s \| \| 5e \| Romy Kasper[3] \| Allemagne \| Allemagne \| + 4 min 15 s \| \| 6e \| Soraya Paladin[3] \| Italie \| Italie \| + 6 min 00 s \| \| 7e \| Riejanne Markus[3] \| Pays-Bas \| Pays-Bas \| + 6 min 04 s \| \| 8e \| Femke Markus[3] \| Pays-Bas \| Pays-Bas \| + 8 min 52 s \| \| 9e \| Emma Norsgaard[3] \| Danemark \| Danemark \| + 8 min 52 s \| \| 10e \| Lucinda Brand[3] \| Pays-Bas \| Pays-Bas \| + 8 min 53 s \| |                 |           |           |                 |
| |                 |           |           |                 |
| |                 |           |           |                 |
| Classement général |                 |           |           |                 |
| Coureur | Coureur         | Pays      | Équipe    | Temps           |
| 1re | Marianne Vos    | Pays-Bas  | Pays-Bas  | 4 h 01 min 07 s |
| 2e | Lotte Kopecky   | Belgique  | Belgique  | + 1 s           |
| 3e | Lorena Wiebes   | Pays-Bas  | Pays-Bas  | + 3 min 57 s    |
| 4e | Puck Pieterse   | Pays-Bas  | Pays-Bas  | + 4 min 09 s    |
| 5e | Romy Kasper     | Allemagne | Allemagne | + 4 min 15 s    |
| 6e | Soraya Paladin  | Italie    | Italie    | + 6 min 00 s    |
| 7e | Riejanne Markus | Pays-Bas  | Pays-Bas  | + 6 min 04 s    |
| 8e | Femke Markus    | Pays-Bas  | Pays-Bas  | + 8 min 52 s    |
| 9e | Emma Norsgaard  | Danemark  | Danemark  | + 8 min 52 s    |
| 10e | Lucinda Brand   | Pays-Bas  | Pays-Bas  | + 8 min 53 s    |

| Classement général | Classement général | Classement général | Classement général | Classement général |
| Coureur            | Coureur            | Pays               | Équipe             | Temps              |
| ------------------ | ------------------ | ------------------ | ------------------ | ------------------ |
| 1re                | Marianne Vos       | Pays-Bas           | Pays-Bas           | 4 h 01 min 07 s    |
| 2e                 | Lotte Kopecky      | Belgique           | Belgique           | + 1 s              |
| 3e                 | Lorena Wiebes      | Pays-Bas           | Pays-Bas           | + 3 min 57 s       |
| 4e                 | Puck Pieterse      | Pays-Bas           | Pays-Bas           | + 4 min 09 s       |
| 5e                 | Romy Kasper        | Allemagne          | Allemagne          | + 4 min 15 s       |
| 6e                 | Soraya Paladin     | Italie             | Italie             | + 6 min 00 s       |
| 7e                 | Riejanne Markus    | Pays-Bas           | Pays-Bas           | + 6 min 04 s       |
| 8e                 | Femke Markus       | Pays-Bas           | Pays-Bas           | + 8 min 52 s       |
| 9e                 | Emma Norsgaard     | Danemark           | Danemark           | + 8 min 52 s       |
| 10e                | Lucinda Brand      | Pays-Bas           | Pays-Bas           | + 8 min 53 s       |